# Carl Maria von Weber

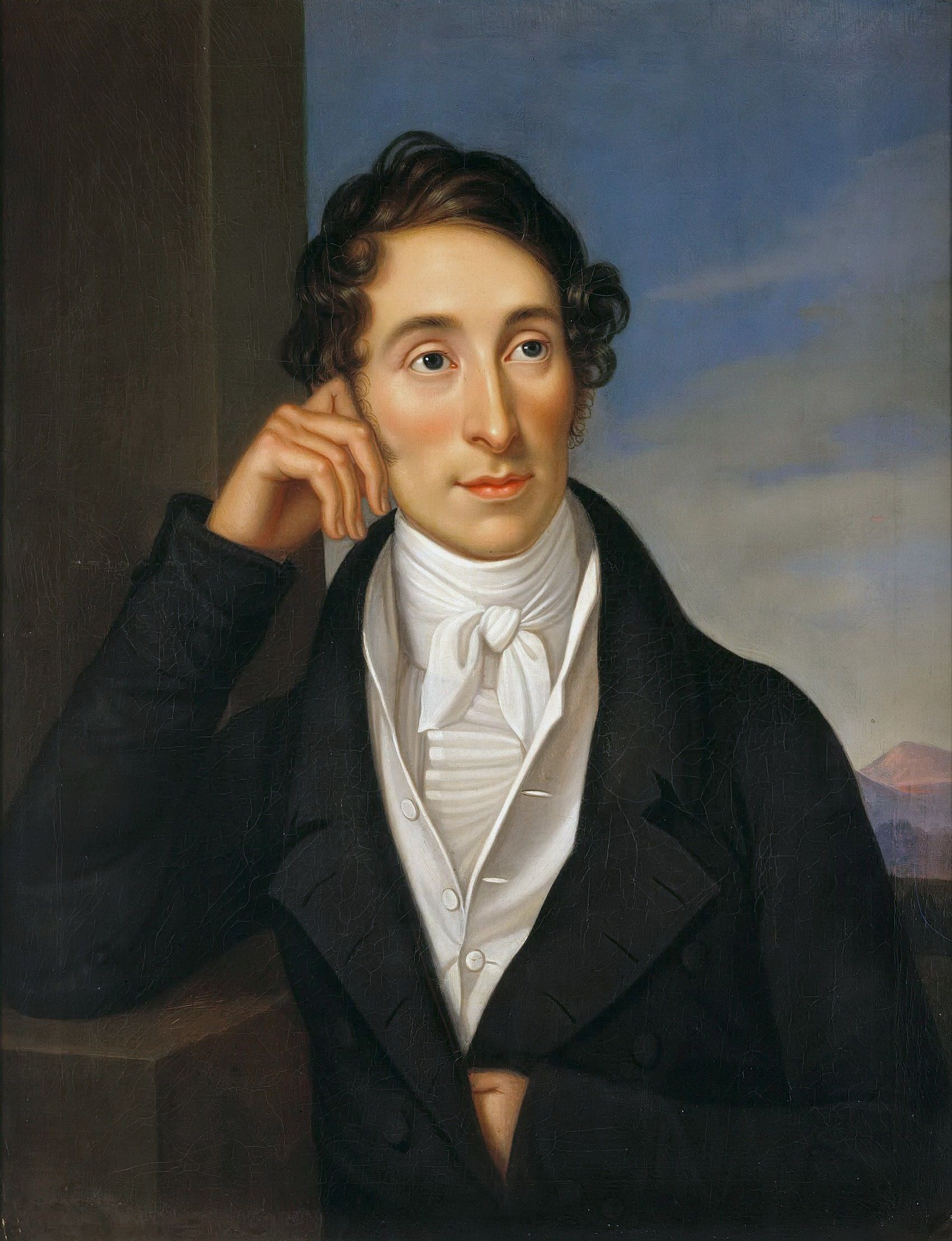
Carl Maria von Weber, Bildnis von Caroline Bardua, 1821

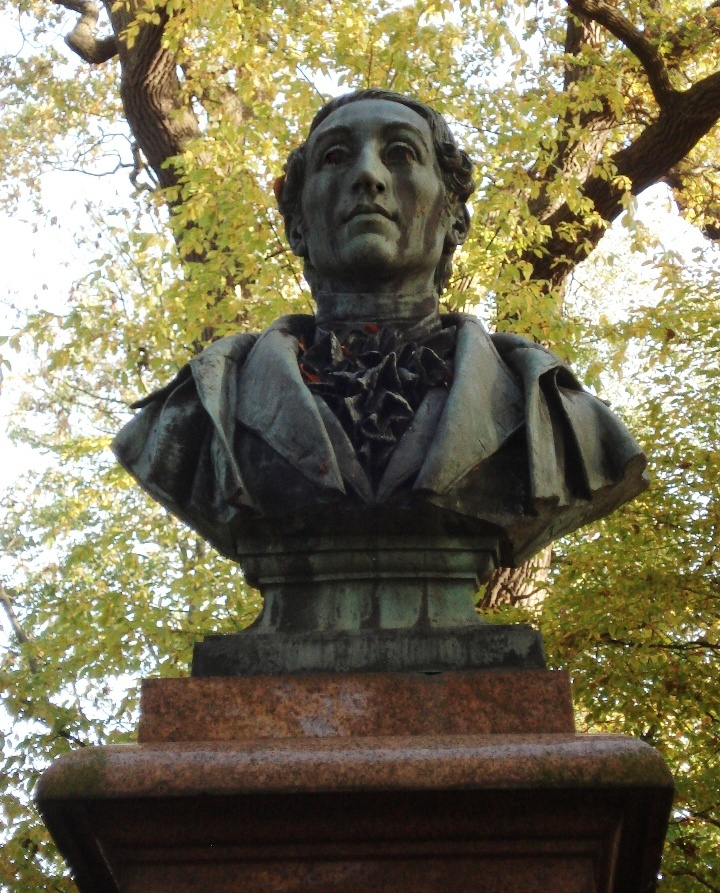
Büste im Weberhain Eutin

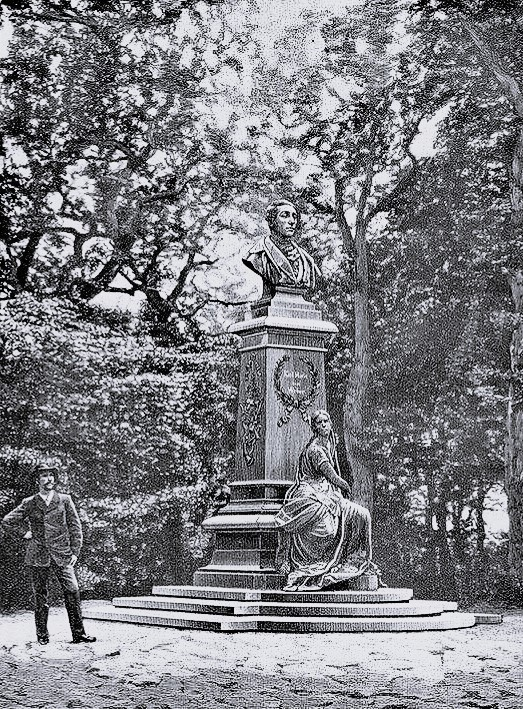
Denkmal in Eutin

Carl Maria von Weber (vollständiger Name Carl [Maria] Fri[e]drich Ernst [von] Weber; * 18. oder 19. November 1786 in Eutin, Hochstift Lübeck; † 5. Juni 1826 in London) war ein deutscher Komponist, Dirigent und Pianist der Romantik.

## Leben

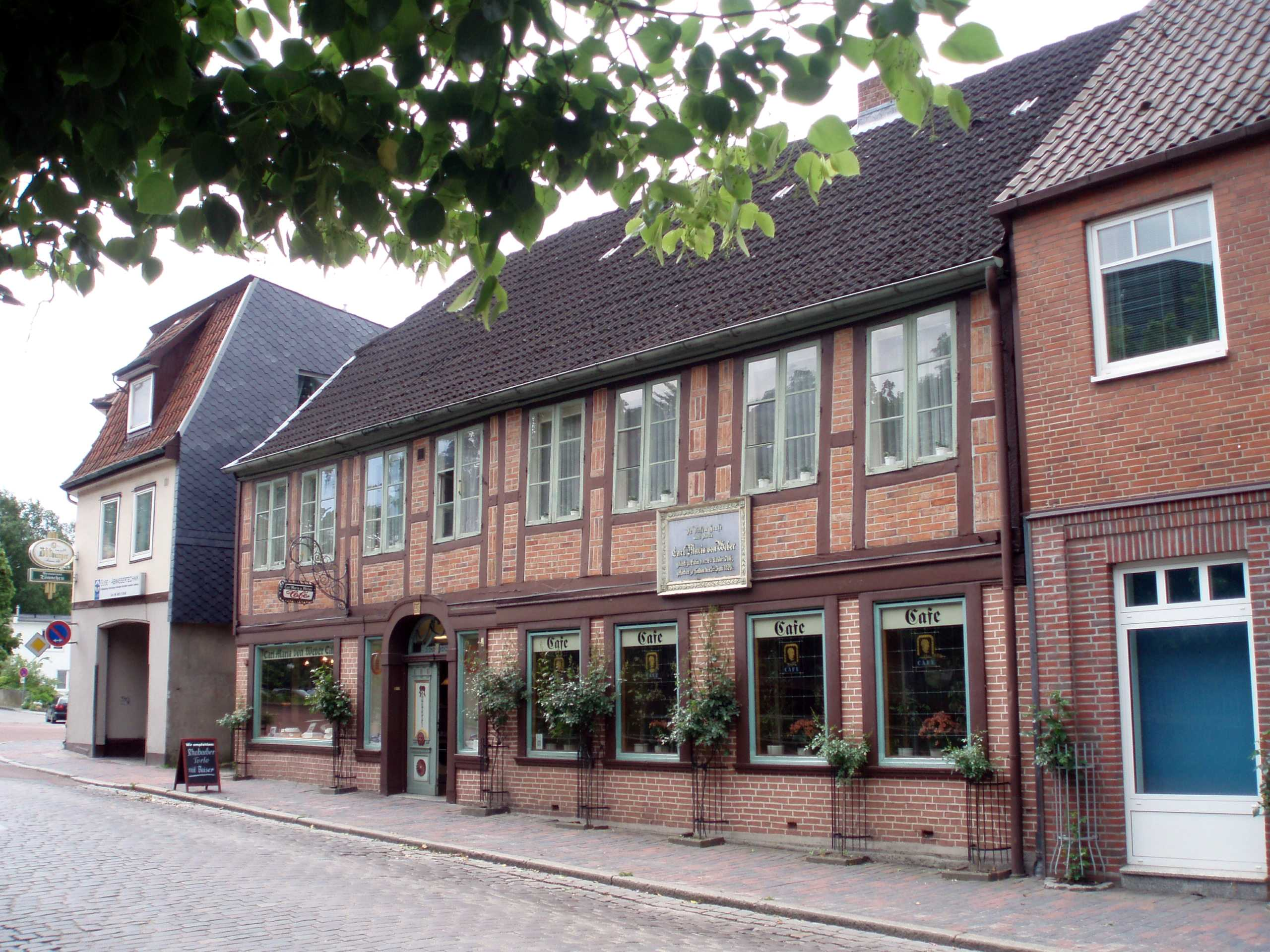
Das Geburtshaus von Carl Maria von Weber in Eutin

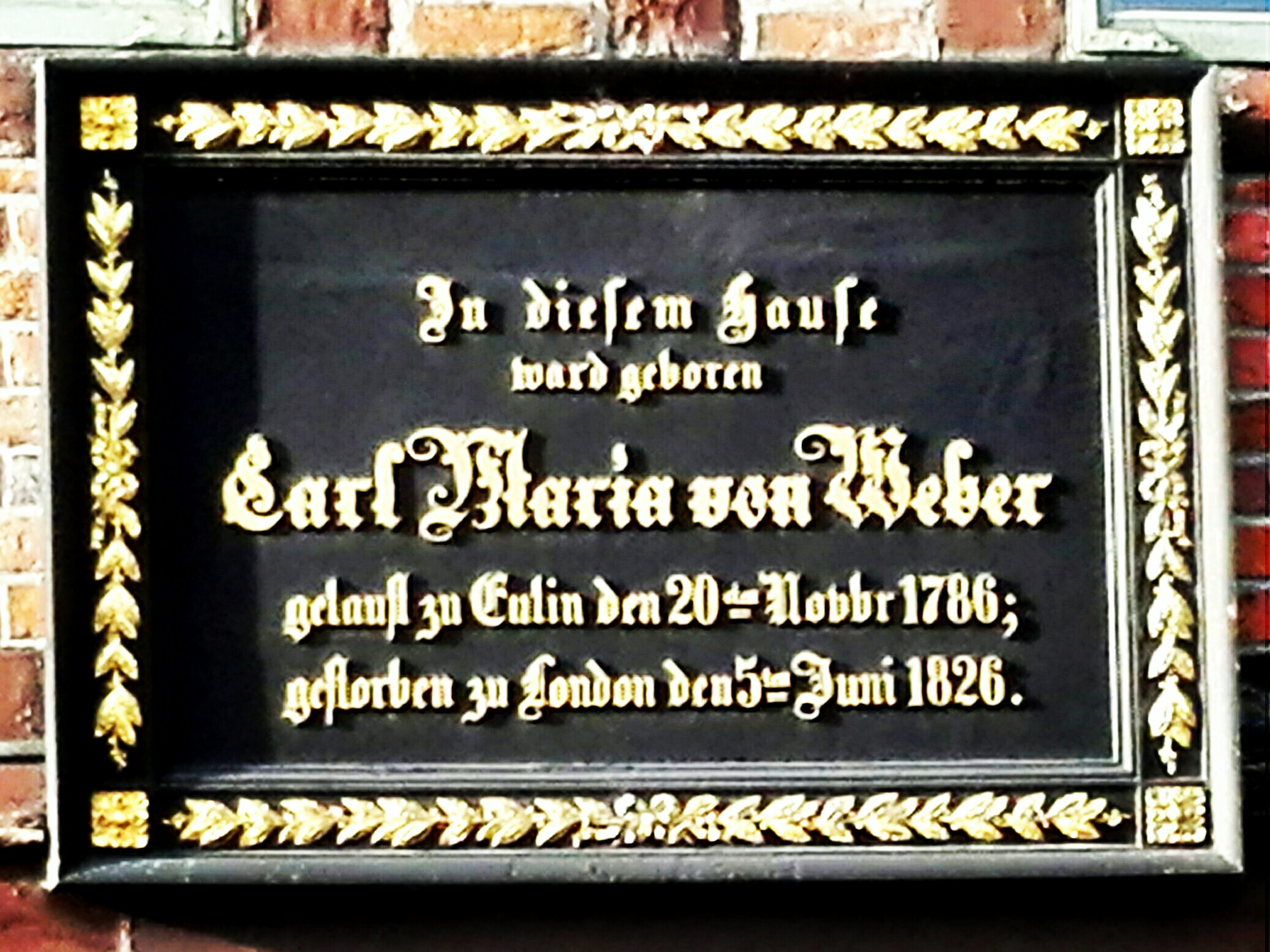
Detail

Carl Maria von Weber war das erste von drei Kindern von Franz Anton von Weber (1734–1812) und dessen zweiter Ehefrau, der Opernsängerin und Schauspielerin Genovefa Weber (1764–1798). Er wurde am 20. November 1786 in der Eutiner Schlosskapelle auf die Vornamen Carl Friedrich Ernst katholisch getauft; der zusätzliche Name Maria ist erst in späteren Jahren belegt. Die Vorfahren seiner Mutter stammten aus Marktoberdorf, die seines Vaters aus Stetten (Lörrach). Franz Fridolin Weber, ein Halbbruder seines Vaters, war der Vater von Mozarts Frau Constanze. So war Carl Maria ein angeheirateter Vetter von Wolfgang Amadeus Mozart.
Franz Anton von Weber war 1779 als fürstbischöflicher Hofkapellmeister nach Eutin gekommen und wechselte, nachdem die Hofkapelle aus Sparzwängen 1781 aufgelöst wurde, in das Amt des Eutiner Stadtmusikus. Damit unzufrieden, verließ er 1787 diesen Dienst und versuchte im nächsten Jahrzehnt mehrfach, eine reisende Theatergruppe zu gründen. Dabei wirkten auch seine Kinder aus erster Ehe als Musiker, Sänger und Schauspieler mit. Alle diese Gründungen scheiterten nach wenigen Jahren. Sein Adelsprädikat führte er angemaßt, denn die Linie, von der er seine Herkunft ableitete, war ausgestorben. Von Geburt an litt Carl Maria an einer Fehlbildung der Hüfte. Erst mit vier Jahren, als er schon Sänger und Klavierspieler war, lernte er gehen.
Ab 1796 widmete sich Franz Anton vor allem der musikalischen Ausbildung seines Sohnes Carl Maria in der Hoffnung, ihn als musikalisches Wunderkind präsentieren zu können. In Salzburg, wohin die Familie im Herbst 1797 zog, unterrichtete ihn Michael Haydn, der Bruder Joseph Haydns, ab 1798 in Komposition. Die Salzburger Zeit wurde durch den Tod von Carl Marias Mutter Genovefa am 13. März 1798 überschattet, die an Tuberkulose starb. Carl Maria hatte ersten professionellen Unterricht im Klavierspiel, in Harmonielehre und Tonsatz von Kammermusiker Johann Peter Heuschkel erhalten, der bei Herzog Friedrich von Sachsen-Hildburghausen als Kapellmeister, Organist, Pianist und Oboist angestellt war.
Nach dem Tod der Mutter zog die Familie nach München. Franz Anton schrieb danach am 19. Januar 1799 in einem Brief an Franz Kirms in Weimar: „Mein 11jähriger Karl küßt die Hände, ein Talent gottlob! der ersten Gattung, da er schon die erste Oper componirt, ein Schüler von Michel Haydn. … Gott sey es gedankt! er hat das Glück, daß man ihn hier nicht anderst als der kleine Mozardt heißt.“ In München wurde Carl von Johann Evangelist Wallishauser (Künstlername: Valesi; Gesang) und Johann Nepomuk Kalcher (Komposition) unterrichtet.
Ab Herbst 1799 erwarb Carl Maria in der Werkstatt von Alois Senefelder und Franz Gleißner auch handwerkliche Grundkenntnisse in Lithographie. Eine eigene Lithographiewerkstatt von Vater und Sohn in Freiberg (Sachsen) blieb erfolglos.
Dort wurde 1800 die Oper Das Waldmädchen des Vierzehnjährigen aufgeführt; sie fand wenig Anerkennung.
Maßgeblich für Webers späteren Erfolg als Komponist wurde der Unterricht bei Abbé Georg Joseph Vogler 1803/04 in Wien und später noch einmal in Darmstadt, dort gemeinsam mit seinem Mitschüler Jakob Meyer Beer (Giacomo Meyerbeer).

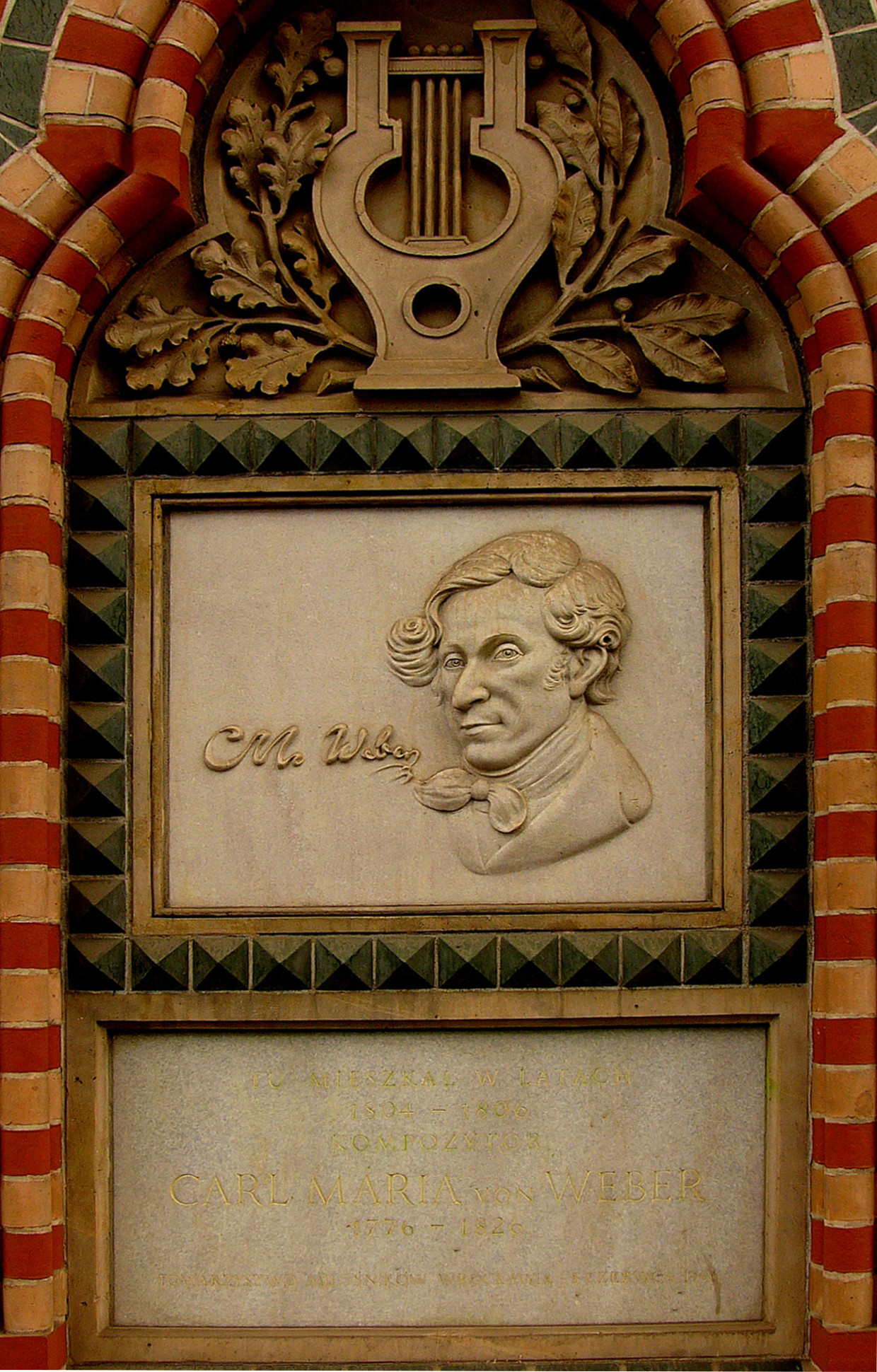
Gedenktafel für Carl Maria von Weber an der Fassade eines Hauses in Breslau

1804 wurde Weber auf Empfehlung von Vogler Kapellmeister am Theater in Breslau. Erst siebzehnjährig und ohne Erfahrung erwarb er sich durch seine ernsthafte Probenarbeit große Anerkennung. Die Breslauer Erfahrungen wurden das Fundament für Webers spätere Arbeit als Kapellmeister in Prag und Dresden und begründeten seinen Ruf als Dirigent.
Weil ihm die alltäglichen Pflichten am Theater zu wenig Raum für eigene schöpferische Arbeit ließen, verzichtete er nach zwei Jahren auf die Verlängerung seines Vertrages. Bis zum Februar 1807 lebte er als Gast des preußischen Generals Herzog Eugen von Württemberg auf dessen kleinem Schloss in Carlsruhe bei Oppeln. Der General, der gegen Napoleon gekämpft hatte, empfahl Weber nach Stuttgart zu seinem Bruder Friedrich, der – mit den Franzosen verbündet – 1806 von Napoleon zum König von Württemberg erhoben worden war. Weber fand aber bei Hofe keine Anstellung als Musiker, sondern musste einem weiteren Bruder des Königs, „Herzog Louis“, als Geheimsekretär und Privatlehrer von dessen Kindern dienen, fand deshalb aber wieder Zeit zu intensivem Komponieren.
Selbst durch eine Liebschaft mit Margarethe Bernbrunn, deren aufwändigen Lebenswandel er nachahmen wollte, hochverschuldet, wurde Weber durch seinen Dienstherrn in eine Stuttgarter Korruptionsaffäre hineingezogen. Er und sein Vater wurden Anfang 1810 aus Württemberg ausgewiesen. Franz Anton von Weber nahm Wohnung in Mannheim, Carl Maria wirkte zunächst auch dort als freischaffender Pianist, Dirigent und Komponist, wie in den folgenden drei Jahren auch in Frankfurt, wo am 16. September 1810 seine Oper Silvana uraufgeführt wurde, und in München, wo er den Klarinettisten Heinrich Joseph Baermann kennenlernte, der ihn zu bedeutenden Werken für Klarinette inspirierte.
Förderung fand er nun auch am Hofe von Emil Leopold August, Herzog von Sachsen-Gotha-Altenburg und durch bürgerliche Kreise in Berlin.
Im August 1810 gründete Carl Maria mit Giacomo Meyerbeer, Gottfried Weber und Alexander von Dusch den Harmonischen Bund, dem kurz darauf Johann Gänsbacher und später Carl Ludwig Roeck und Friedrich Wilhelm Berner beitraten. Ziel des im Geheimen arbeitenden Bundes war es, „das Gute zu erheben und hervorzuziehen“, womit insbesondere die gegenseitige Unterstützung von Werken und Wertungen durch auch pseudonym verfasste Rezensionen gemeint war. Auch wenn die publizistische Tätigkeit nach wenigen Jahren erlosch, so blieben die Mitglieder des Bundes brieflich bei der Anrede „Bruder“.
Von 1813 bis 1816 war Weber Operndirektor am Ständetheater in Prag. In dieser Zeit vertonte er mehrere Gedichte von Theodor Körner, unter anderen (ebenso wie Franz Schubert (D. 205)) Lützows wilde Jagd. Im späteren 19. Jahrhundert brachte ihm dies den unverdienten Ruf, ein politischer Komponist gewesen zu sein. Musikalisch schildert Webers Vertonung eine zunächst lauernde, dann angaloppierende Reiterstaffel, nicht Schlachtenlärm wie Beethoven in Wellingtons Sieg oder Tschaikowski in der Ouvertüre 1812.

### Dresden

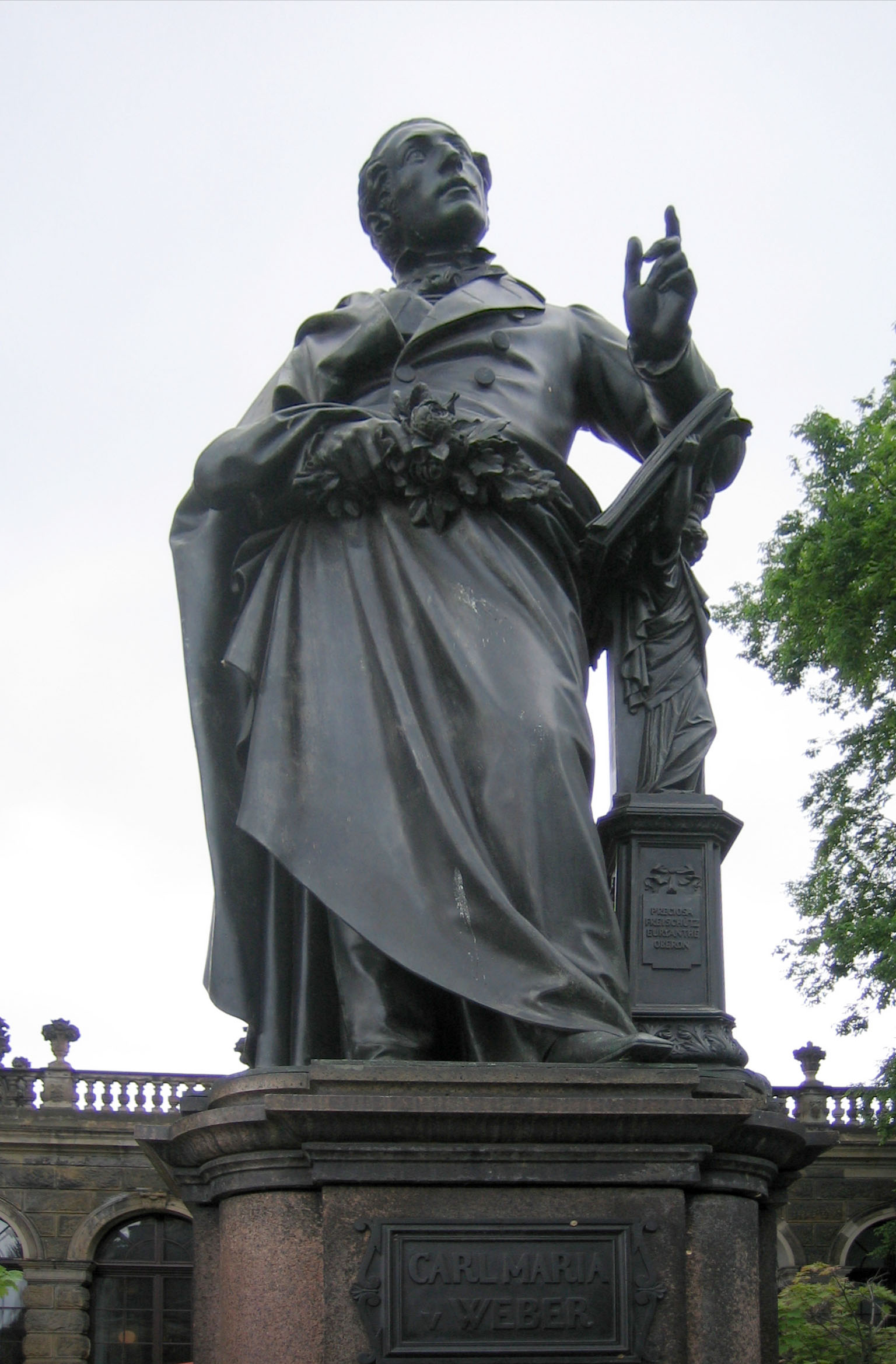
Carl-Maria-von-Weber-Denkmal von Ernst Rietschel vor dem Zwinger auf dem Theaterplatz in Dresden

Ab 1817 wirkte er als Königlicher Kapellmeister und Direktor der deutschen Oper am Dresdner Hoftheater. Heinrich Carl Graf Vitzthum von Eckstädt, der Direktor der musikalischen Kapelle und des Theaters, setzte Webers Berufung gegen den Widerstand des sächsischen Königs und des Ministers Grafen Einsiedel durch. Die vom Hof favorisierte italienische Oper des Hoftheaters leitete Francesco Morlacchi, mit dem zusammen Weber auch für die Kirchenmusik an der Katholischen Hofkirche zuständig war. Beide Musiker standen zueinander nicht nur in lebhafter Konkurrenz; ebenso arbeiteten sie eng zusammen, da sie sich auch als gegenseitige Urlaubsvertretung brauchten, so dass Weber auch mit großem Beifall aufgenommene Operneinstudierungen der „Italiener“ erarbeitete.
Am 30. Januar 1817 hatte Weber mit einer Aufführung von Méhuls Joseph (unter dem Titel Jakob und seine Söhne) das neue deutsche Opern-Departement eröffnet, wie er zuvor auch schon in Prag einen „deutschen Opernspielplan“ mangels geeigneter Werke nur mit Adaptionen französischer Titel verwirklichen konnte. In Dresden führte Weber auch seine schon in Breslau begonnene Praxis einer systematisch organisierten Probenarbeit erfolgreich fort.
Wenige Tage nach seiner Ankunft in Dresden erwähnt Webers Tagebuch den Schriftsteller Friedrich Kind, den Weber vier Wochen später für eine Zusammenarbeit an einer Oper, dem Freischütz, begeistern konnte. Ihre Aufführung machte Weber schlagartig international berühmt.
Am Erfolg des Freischütz zerbrach das herzliche Einvernehmen beider. Weber hatte Kind 1817 unmittelbar nach Beginn der Arbeiten am Freischütz mit einem Honorar die Rechte am Buch für fünf Jahre abgekauft, um spätere Streitigkeiten über die Einnahmen zu vermeiden. Als sich die Oper als unvorhergesehen erfolgreich erwies, muss wohl Kind eine Beteiligung an den Einnahmen als gerecht angedeutet haben. Als ihm Weber umgehend noch einmal das Honorar übersandte, lehnte Kind die Annahme ab und antwortete nicht auf einen Brief, mit dem Weber trotz der unterschiedlichen Auffassungen begütigen wollte. Erst nach Jahren besserte sich ihr Verhältnis wieder.

### Familie
1817 heiratete Weber die Sängerin und Schauspielerin Caroline Brandt, die er schon 1810 in Frankfurt als Silvana in seiner gleichnamigen Oper kennengelernt und 1813 nach Prag engagiert hatte.
Das Paar hatte drei Kinder:
- Maria Caroline Friederike Auguste von Weber (* 22. Dezember 1818 in Dresden; † 28. April 1819 in Dresden),
- Philipp Christian Maximilian Maria von Weber (* 25. April 1822 in Dresden; † 18. April 1881 in Berlin) und
- Alexander Heinrich Victor von Weber (* 6. Januar 1825 in Dresden; † 31. Oktober 1844 in Dresden).

Ihr Sohn Max Maria prägte als Ingenieur und Direktor von Gesellschaften und als Leiter von Behörden die stürmische Entwicklung der Eisenbahn in Deutschland und in Österreich. Neben zahlreichen fachlichen Abhandlungen über alle Fragen des Eisenbahnwesens schrieb er eine dreibändige Biografie seines Vaters. Diese gilt als nicht immer historisch zuverlässig. Unser heutiges Wissen stützt sich auf die Quellen und Forschungsergebnisse der Carl-Maria-von-Weber-Gesamtausgabe (seit dem 4. Mai 2011 online).

### Schriften, Opern und Kompositionen

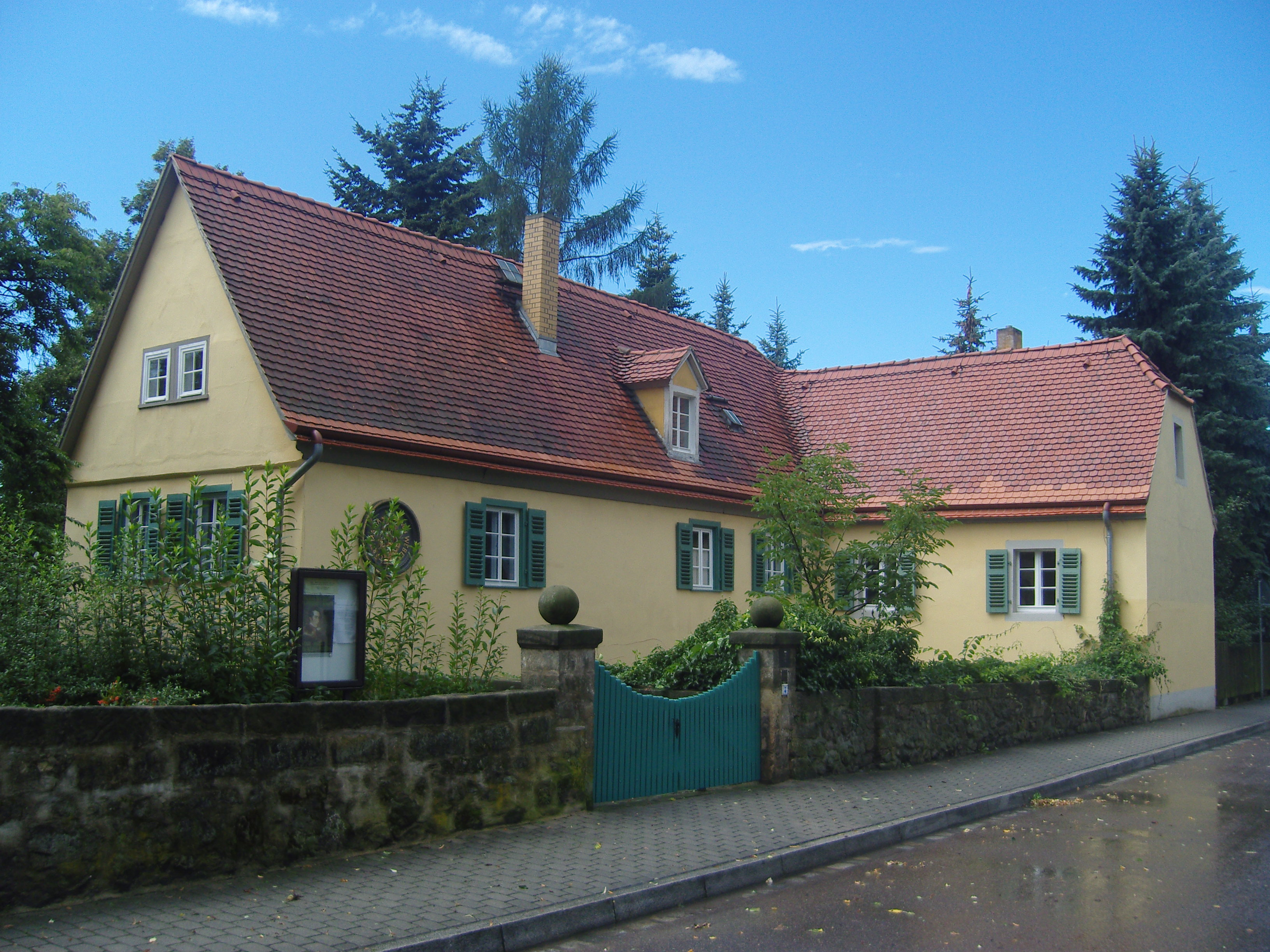
Das Carl-Maria-von-Weber-Museum in Hosterwitz

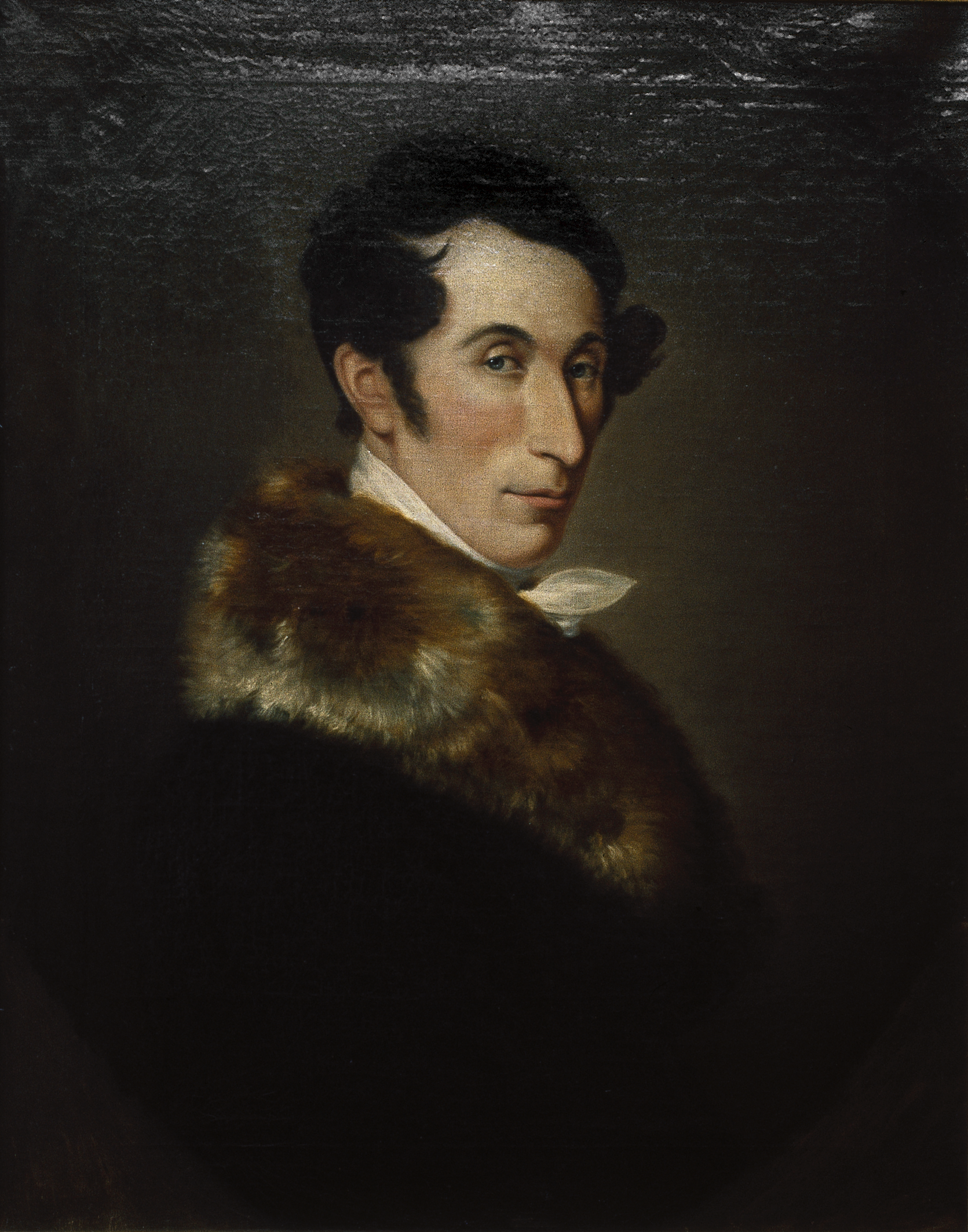
Carl Maria von Weber, Porträt von Ferdinand Schimon, 1825 – Dresden, Städtische Galerie

Im heutigen Dresdner Stadtteil Hosterwitz bei Pillnitz befindet sich das Carl-Maria-von-Weber-Museum im ehemaligen Sommerhaus des Komponisten. Er schrieb dort wesentliche Teile der Opern Euryanthe und Oberon. Sonst lebte Weber in der Stadt Dresden u. a. im Haus Altmarkt 9. In seinen Dresdner Jahren entstanden auch zahlreiche Instrumentalwerke, darunter seine bekannteste Klavierkomposition Aufforderung zum Tanz. Für den sächsischen Hof schuf er zahlreiche Fest- und Huldigungskompositionen sowie zwei Messen.
Wie sein Freund Gottfried Weber spielte Carl Maria von Weber auch Gitarre und komponierte für dieses Instrument.
Carl Maria von Webers Schriften sind wichtige Dokumente über die Musik und das Theater seiner Zeit. Seine musikalischen und dramaturgischen Artikel über eigene Werke, vor allem aber über solche seiner Zeitgenossen, fanden großes Interesse. Sein in Fragmenten erhaltener unvollendeter Roman über ein Künstlerleben – mit autobiografischen Zügen – bezeugt seinen auch schriftstellerischen Ehrgeiz.

### Entstehung des „Freischütz“

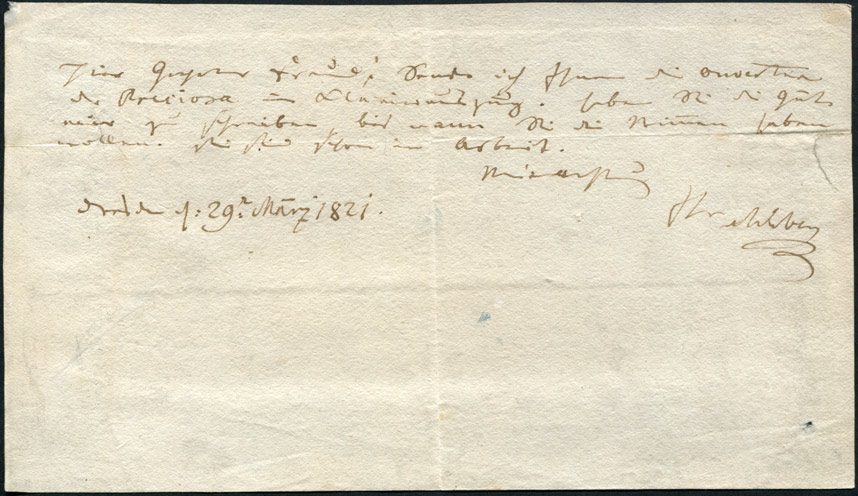
Autograph

Als musikalischer Leiter der deutschen Oper in Dresden trat Weber in Beziehung zu dem Rechtsanwalt und Mitherausgeber der Dresdner Abendzeitung, Johann Friedrich Kind, der sich als vielseitiger Schriftsteller im geistigen Leben Dresdens profiliert hatte. Inspiriert durch das Gespensterbuch schuf Weber auf ein Libretto von Kind seine populärste Oper Der Freischütz, deren Schicksalsdrama dem damaligen Zeitgeist (Übernatürliches und Naturschilderungen) entsprach. Ursprünglich hatte die Oper den Arbeitstitel „Die Jägersbraut“. Der Seifersdorfer Carl Graf von Brühl (Enkel von Heinrich von Brühl), der von 1815 bis 1828 Intendant der königlichen Theater Berlins war, bat Weber mehrfach, seine Oper fertigzustellen und gab auch den entscheidenden Hinweis darauf, dass die Oper „Der Freischütz“ heißen sollte. Weber besuchte Brühl auch in Seifersdorf; die beiden führten einen regen Briefwechsel. So bat Weber in einem Brief vom 12. August 1819 um einen Besuch in Seifersdorf und wollte Brühl seine Oper nach Seifersdorf zur Durchsicht schicken. Unter Brühls Intendanz und Webers musikalischer Leitung wurde Der Freischütz am 18. Juni 1821 im Berliner Schauspielhaus am Gendarmenmarkt mit aufsehenerregendem Erfolg uraufgeführt. Zu einer weiteren Zusammenarbeit mit Kind kam es nicht, da dieser sich von Weber nicht ausreichend am finanziellen Erfolg des gemeinsamen Werks beteiligt fühlte. Über die Entstehung des Freischütz und auch die Zusammenarbeit Weber/Brühl drehte die DEFA 1986 den Film Der Freischütz in Berlin. Dieser Film wurde an Originalschauplätzen u. a. Seifersdorf gedreht und 1987 erstmals im DDR-Fernsehen ausgestrahlt.

### Paris, London und Tod

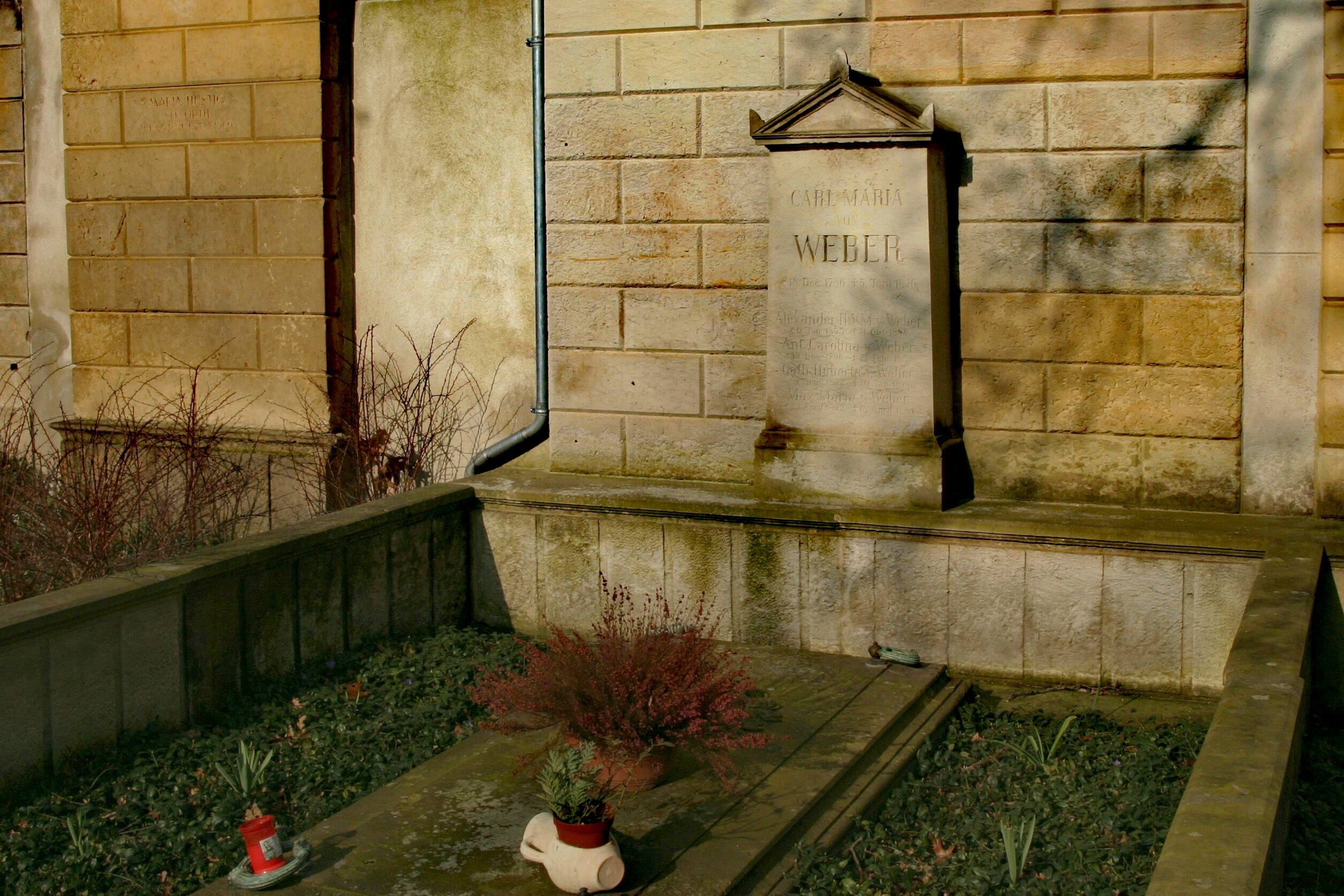
Carl Maria von Webers Grab auf dem Alten Katholischen Friedhof in Dresden

Anfang 1826 reiste Weber, von fortgeschrittener Tuberkulose geschwächt, zur Uraufführung des Oberon nach London. Unterwegs traf er in Paris Freunde, Intendanten, Verleger und Musiker, darunter Gioachino Rossini. In London gab er zunächst Konzerte. Die Uraufführung seiner englischen Oper Oberon wurde vom Publikum gefeiert. Weber hatte in Dresden sein Englisch verbessert und sich beim Komponieren der Oper den Konventionen des britischen Theaters angepasst.
Ende Mai verschlechterte sich sein Gesundheitszustand so, dass er sich zu ängstigen begann. Er dirigierte die vereinbarten weiteren Aufführungen, gab seine Konzerte und plante, zwei Tage nach einer letzten Freischützaufführung am 7. Juni heimzureisen.
Er starb in der Nacht zum 5. Juni 1826 im Hause seines Londoner Gastgebers George Smart.
Am 21. Juni 1826 wurde er in einem Bleisarg in einer Gruft der römisch-katholischen Kirche St Mary Moorfields in London unter großer Anteilnahme beigesetzt; prominente Kollegen führten Teile von Mozarts Requiem auf. In Berlin führte wenige Wochen später Gaspare Spontini, den viele nur als Feind und Nebenbuhler Webers gesehen hatten, zum Andenken an seinen Konkurrenten und Kollegen den Freischütz zugunsten von Webers Hinterbliebenen auf.
18 Jahre später wurden Webers sterbliche Überreste nach Dresden umgebettet. Dort fand Weber im Familiengrab auf dem Alten Katholischen Friedhof seine letzte Ruhe neben seinem jüngsten Sohn, Alexander, der sieben Wochen vorher neunzehnjährig an Masern gestorben war. Richard Wagner, der noch als Junge Weber in Dresden erlebt hatte und von Kindesbeinen an seine Musik liebte, hielt die Grabrede. Seine Behauptung, es habe nie ein deutscherer Musiker gelebt, nur Deutsche könnten Weber lieben, andere hingegen ihn nur bewundern, zeigte ein eifersüchtig nationales oder nationalistisches Verständnis der Musik von Carl Maria von Weber.
Als Kapellmeister hat Carl Maria von Weber italienische und französische Werke ebenso wie Werke von Mozart und Beethoven aufgeführt. In seinen Kompositionen hat er norwegische, schottische, polnische und russische ebenso wie deutsche Einflüsse verarbeitet. Er berücksichtigte Anforderungen der Bühnen von Breslau, Prag, Dresden, Berlin, Wien und London. Mit Komponisten und Dirigenten anderer Stilrichtungen wetteiferte er, vertrat sie aber als Kollege, so wie er sich wenn nötig vertreten ließ. Wie Licht im Prisma sich in viele Farben aufspaltet, so zeigen sich bei Weber die vielfältigen Einflüsse, wie sie für jeden typisch sind, der in einem damals zersplitterten Land mit vielen Nachbarn, in Deutschland, mit wachem und gerechtem Sinn aufgewachsen ist.

## Verschiedenes
Eponyme
1990 wurde der Asteroid (4152) Weber nach ihm benannt, nachdem bereits 29 Jahre davor, 1961, eine Bucht auf der Alexander-I.-Insel in der Antarktis ihm zu Ehren den Namen Weber Inlet erhielt. Ebenso benannte seine Heimatstadt Eutin, neben einem Park (Weber-Hain) und verschiedenen Straßen, 1955 das damalige Lyzeum nach ihm, das heute ein Gymnasium ist und den Namen Carl-Maria-von-Weber-Schule trägt.
Eutiner Festspiele und Eutiner Weber-Tage
Seit 1951, als man Webers 125. Todestages gedachte, finden in seiner Geburtsstadt Eutin auf einer Freilichtbühne die Eutiner Festspiele statt. Im Weberhain erinnert eine von Paul Peterich geschaffene Büste an den großen Sohn der Stadt. Die alljährliche Veranstaltungsreihe Eutiner Weber-Tage beschäftigt sich mit Webers Werken und ihren Einflüssen.
Internationale Carl-Maria-von-Weber-Gesellschaft
1991 hat sich eine gemeinnützige Gesellschaft zur Förderung der künstlerischen und wissenschaftlichen Auseinandersetzung mit dem Komponisten gegründet, deren Ziel es ist, die Arbeit der Carl-Maria-von-Weber-Gesamtausgabe zu unterstützen sowie das aktuelle Kulturleben durch das Werk Webers zu bereichern, z. B. durch Förderung von Konzerten, Lesungen, Vorträgen oder Ausstellungen.
Widmungen
Die Klaviersonate opus 13 (1826) von Carl Heinrich Zöllner ist Weber gewidmet.

## Werke
Die Abkürzung „J.“ bezieht sich auf das Werkverzeichnis, das Friedrich Wilhelm Jähns 1871 in Berlin herausgebracht hat. In Zukunft werden die Werkverzeichnis-Nummern der Neuen Gesamtausgabe mit der neuen Weber-Werkverzeichnis-Nummer (WeV) für die Angabe der Werktitel gültig sein.

### Opern

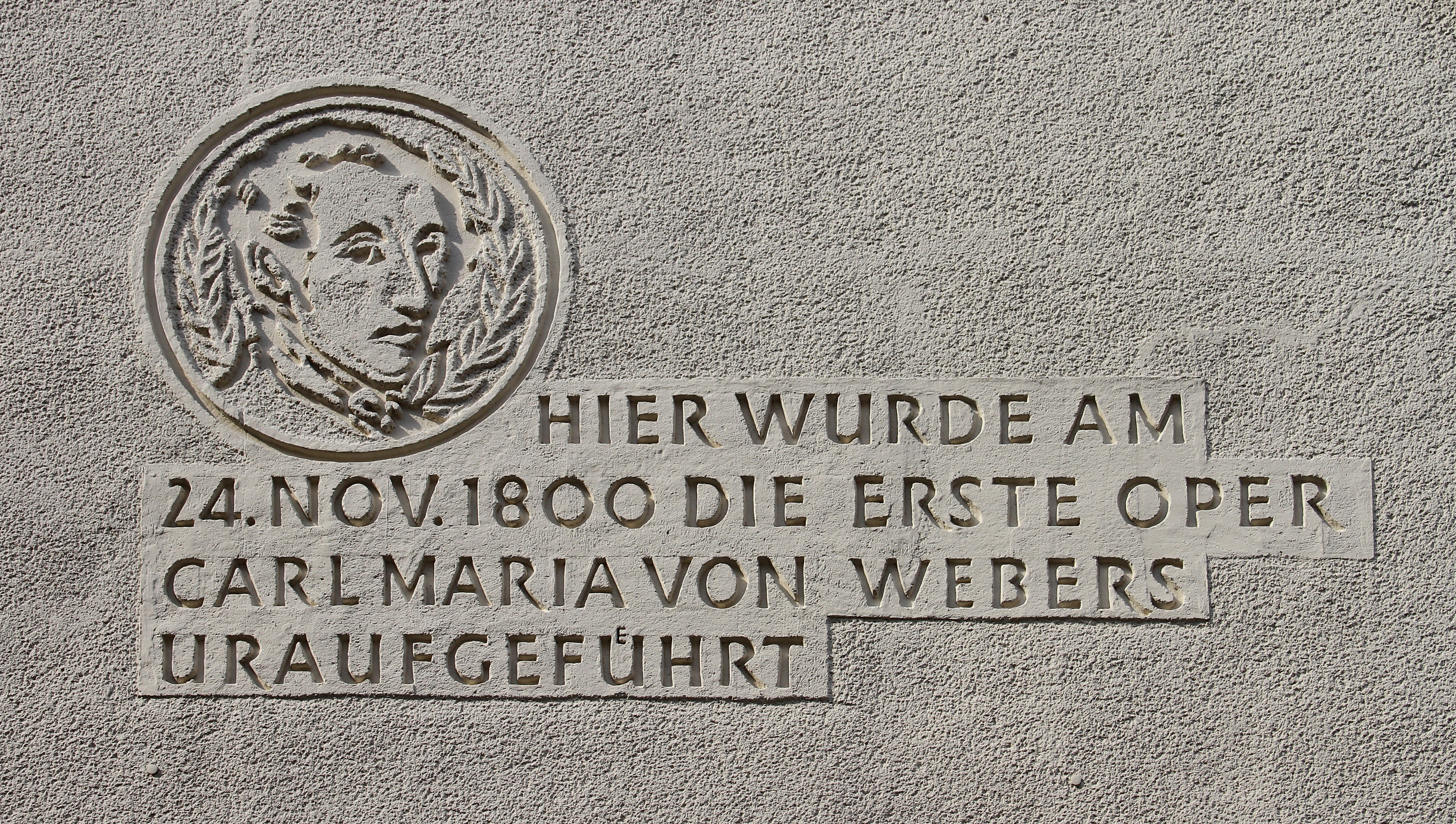
Inschrift am Freiberger Theater zur Uraufführung von Das Waldmädchen

- Die Macht der Liebe und des Weins, J. Anhang 6, um 1799; Webers erste Oper, in München komponiert, ist verschollen.
- Das Waldmädchen, J. Anhang 1, Oper in 2 Akten, Text von Karl Ritter von Steinsberg. UA 1800 in Freiberg
- Peter Schmoll und seine Nachbarn, op. 8 J. 8, UA 1803; Libretto von Joseph Türk
- Rübezahl, J. 44–46, Oper in 2 Aufzügen. Text von J. G. Rohde. Fragment, 1804–1805. Erhalten ist nur die später umgearbeitete Ouvertüre Beherrscher der Geister.
- Silvana, J. 87, UA 1810 in Frankfurt am Main; Libretto von Franz Carl Hiemer, nach dem Libretto Das Waldmädchen
- Abu Hassan, J. 106; UA 1811 in München; Libretto von Franz Carl Hiemer
- Der Freischütz, op. 77 J. 277, UA 1821; Libretto von Friedrich Kind
- Die drei Pintos, J. Anhang 5, entstanden ca. 1820–1824, UA postum 1888; Libretto von Theodor Hell. Das unvollendete Werk wurde von Gustav Mahler bearbeitet und mit werkfremder Musik Webers ergänzt.
- Euryanthe, op. 81 J. 291, UA 1823; Libretto von Helmina von Chézy
- Oberon, or The Elf King’s Oath (dt. Titel: „Oberon“), J. 306, UA 1826; Libretto von James Planché, nach Christoph Martin Wieland

### Bühnenmusik
- Turandot, op. 37; J. 75, 1809; Schauspiel von Friedrich Schiller nach Gozzi. Ouvertüre und 6 Musiknummern.
- König Yngurd, J. 214, 1817; Musik zum Trauerspiel von A. Müllner. 10 Musiknummern und ein unbegleitetes Lied für Mezzosopran: „Lasst den Knaben nicht den Raben“.
- Heinrich IV. König von Frankreich, J. 257, 1818; Musik zum Trauerspiel von Eduard Gehe. 8 Musiknummern.
- Lieb' um Liebe, J. 246, 1818; Musik zum Schauspiel von Anton Rublack. 4 Gesangsnummern, Marsch und Melodram.
- Preciosa, J. 279, UA 1821; Musik zum Schauspiel von Pius Alexander Wolff nach Cervantes; Choreografie der Tänze von Constantin Michel Telle. Ouvertüre und 11 Musiknummern.[25][26]

### Lieder
- Mehr als 90 Sololieder, dazu zahlreiche mehrstimmige Lieder und Kanons sowie Vokalduette, mit Gitarren-[27] oder Klavierbegleitung (siehe Weblinks).

### Geistliche Werke
- Messe Es-Dur J. Anhang 8 („Grosse Jugendmesse“) (1802)
- Missa sancta Nr. 1 Es-Dur op. 75a J. 224 („Freischützmesse“) (1817–1818)
- Missa sancta Nr. 2 G-Dur op. 76 J. 251 („Jubelmesse“) (1818–1819)

### Vokalwerke mit Orchester

50-Pfennig-Sondermarke der Deutschen Bundespost (1976) zum 150. Todestag

- Kantate Der erste Ton, für Chor (SATB) und Orchester op. 14 J. 58 (1808 / revidiert 1810)
- Rezitativ und Rondo Il momento s’avvicina, für Sopran und Orchester op. 16 J. 93 (1810)
- Hymne In seiner Ordnung schafft der Herr, für Solisten (SATB), Chor (SATB) und Orchester op. 36 J. 154 (1812)
- Kantate Kampf und Sieg, für Solisten (SATB), Chor (SATB) und Orchester op. 44 J. 190 (1815)
- Szene und Arie der Atalia Misera me! für Sopran und Orchester op. 50 J. 121 (1811)
- Jubel-Kantate zum 50. Regierungsjubiläum von König Friedrich August I. von Sachsen, für Soli (SATB), Chor (SATB) und Orchester op. 58 J. 244 (1818)

### Konzertante Werke
- Klavierkonzert Nr. 1 C-Dur op. 11 J. 98 (1810)
- Klavierkonzert Nr. 2 Es-Dur op. 32 J. 155 (1812)
- Fagottkonzert F-Dur für op. 75 J. 127 (1811 / revidiert 1822)
- Klarinettenkonzert Nr. 1 f-Moll op. 73 J. 114 (1811)
- Klarinettenkonzert Nr. 2 Es-Dur, op. 74 J. 118 (1811)
- Grand Pot-Pourri für Cello und Orchester D-Dur op. 20 J. 64 (1808)
- Concertino für Klarinette und Orchester Es-Dur op. 26 J. 109 (1811)
- Concertino für Horn und Orchester e-Moll op. 45 J. 188 (1806 / umgearbeitet 1815)
- Konzertstück für Klavier und Orchester f-Moll op. 79 J. 282 (1821)
- Romanza siciliana für Flöte und Orchester J. 47 (1805)
- Sechs Variationen über das Thema A Schüsserl und a Reind’rl für Alt-Viola und Orchester J. 49 (1800/revidiert 1806)
- Andante und Rondo Ungarese für die Alt-Viola und Orchester J. 79 (1809)
- Variationen für Violoncello und Orchester d-Moll J. 94 (1810)
- Adagio und Rondo für Harmonichord (Harmonium) und Orchester F-Dur J. 115 (1811)
- Andante und Rondo Ungarese für Fagott und Orchester c-Moll op. 35 J. 158 (1813) Umarbeitung von J. 79

### Orchesterwerke

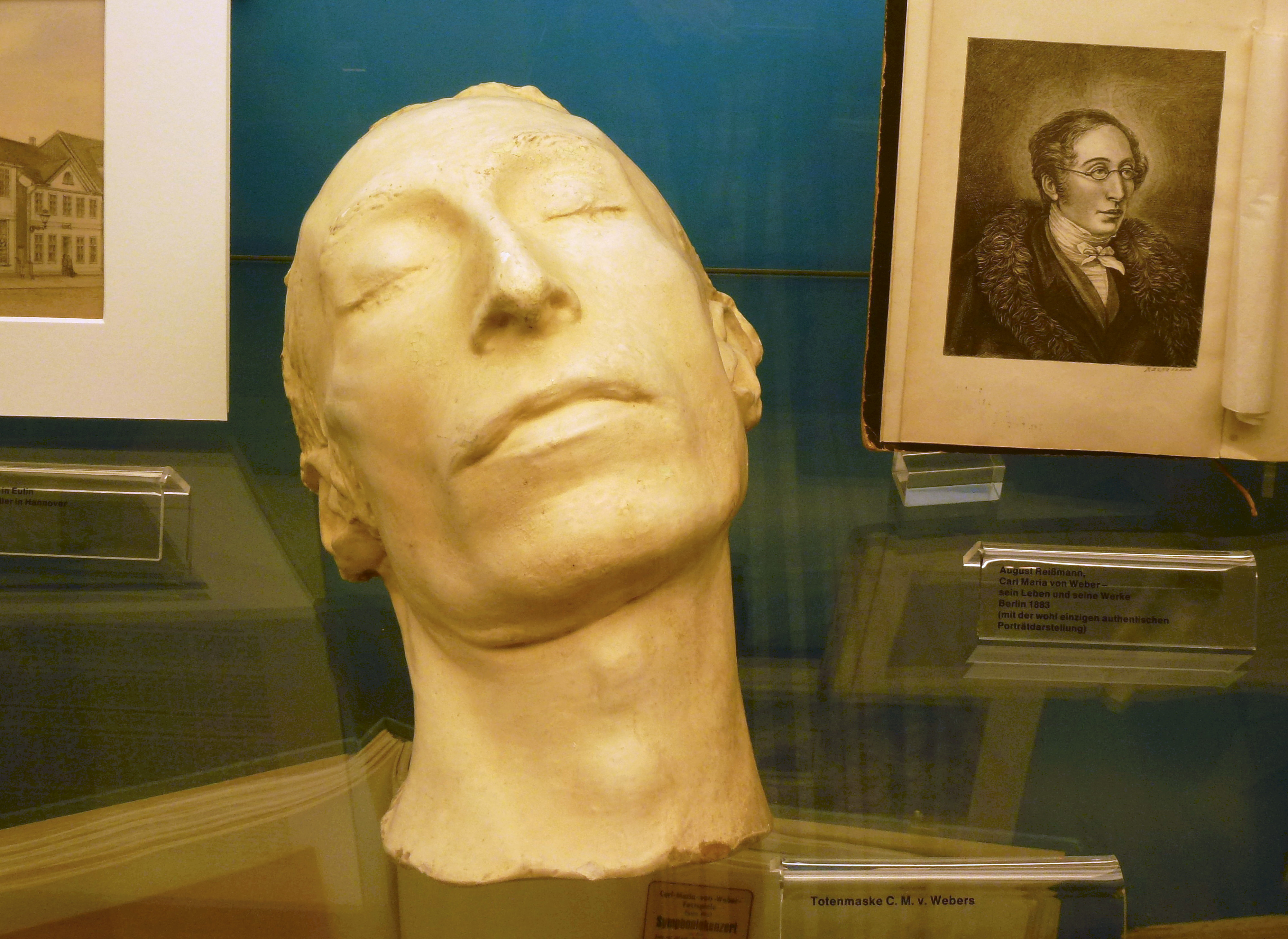
Carl Maria von Webers Totenmaske im Ostholstein-Museum Eutin

- Sinfonie Nr. 1 C-Dur op. 19 J. 50 (1806/07)
- Sinfonie Nr. 2 C-Dur J. 51 (1807)
- Ouvertüre zu Peter Schmoll op. 8 J. 54 (1807) auch Ouvertüre in Es  oder Concert-Ouvertüre genannt
- Ouvertüre zum Beherrscher der Geister op. 27 J. 122 (1811)
- Jubel-Ouvertüre op. 59 J. 245 (1818)
- Kleiner Tusch J. 47a (1806)
- Walzer J. 149 (1812)
- Deutscher J. 185 (1815)
- Tedesco J. 191 (1816)
- Marcia vivace J. 288 (1822)
- Marcia J. 307 (1826)

### Kammermusik
- Sechs Violinsonaten op. 10b Six Sonates progressives pour le Pianoforte avec Violon obligé dédiées aux Amateurs J. 99–104 (1810)
- Neun Variationen auf eine norwegische Arie für Violine und Klavier op. 22 J. 61 (1808)
- Sieben Variationen für Klarinette und Klavier op. 33 J. 128 „Silvana Variationen“ (1811)
- Grand Duo concertant für Klarinette und Klavier Es-Dur op. 48 J. 204 (1816)
- Divertimento assai facile für Gitarre und Klavier C-Dur op. 38 J. 207 (1816/17)
- Trio für Flöte, Violoncello und Klavier g-Moll op. 63 J. 259 (1819)
- Klavierquartett B-Dur J. 76 (1806/09)
- Klarinettenquintett B-Dur op. 34 J. 182 (1815)
- Melodia für Klarinette F-Dur J. 119 (1811)

### Klaviermusik
- Klaviersonate Nr. 1 C-Dur op. 24 J. 138 (1812)
- Klaviersonate Nr. 2 As-Dur op. 39 J. 199 (1816)
- Klaviersonate Nr. 3 d-Moll op. 49 J. 206 (1816)
- Klaviersonate Nr. 4 e-Moll op. 70 J. 287 (1822)
- Sechs Fughetten op. 1 J. 1–6 (1798)
- Momento capriccioso B-Dur op. 12 J. 56 (1808)
- Grande Polonaise Es-Dur op. 21 J. 59 (1808)
- Rondo brillante Es-Dur op. 62 J. 252 (1819)
- Aufforderung zum Tanz Rondo brillant Des-Dur op. 65 J. 260 (1819)
- Polacca brillante E-Dur op. 72 J. 268 (1819) (orchestrierte Version von Franz Liszt)
- 12 Allemanden op. 4 J. 15–26 (1801)
- Sechs Variationen über ein Originalthema op. 2 J. 7 (1800)
- Acht Variationen über ein Thema von Abbé Vogler op. 5 J. 40 (1804)
- Sechs Variationen op. 6 J. 43 (1804)
- Sieben Variationen über Vien quà, Dorina bella op. 7 J. 53 (1807)
- Sieben Variationen über ein Originalthema op. 9 J. 55 (1808)
- Sieben Variationen über die Romanze A peine au sortir de l’enfance op. 28 J. 141 (1812)
- Variationen über Schöne Minka op. 40 J. 179 (1815) nach dem ukrainischen Volkslied Es ritt ein Kosak über die Donau (Їхав козак за Дунай)
- Sieben Variationen über ein Zigeunerlied op. 55 J. 219 (1817)
- Sechs Stücke für Klavier zu 4 Händen op. 3 J. 9–14 (1801)
- Sechs Stücke für Klavier zu 4 Händen op. 10a J. 81–86 (1809)
- Acht Stücke für Klavier zu 4 Händen op. 60 J. 248, 264, 253, 242, 236, 265, 266, 254 (1819)